# Люмьер (кинопремия, 2017)
22-я церемония вручения наград премии «Люмьер» за заслуги в области французского кинематографа за 2016 год состоялась 30 января 2017 года в Théâtre de la Madeleine (Париж, Франция). Номинанты были объявлены 16 декабря 2016 года.
Почётные награды «Люмьер» были вручены Тьерри Фремо — директору Института «Люмьер» в Лионе и актрисе Марион Котийяр.
Психологический триллер Пола Верховена «Она», представленный на церемонии в четырёх номинациях, был удостоен трёх наград в основных категориях: за лучший фильм, лучшую режиссёрскую работу и лучшую женскую роль (Изабель Юппер).

## Список лауреатов и номинантов
Количество наград/номинаций:
- 3/4: «Она»
- 2/4: «Смерть Людовика XIV»
- 1/4: «Стоять ровно»
- 0/4: «Жизнь» / «Танцовщица» / «Франц»
- 2/3: «Жизнь Кабачка»
- 0/3: «Париж — это праздник» / «Людоеды» / «Это всего лишь конец света»
- 2/2: «Божественные»
- 0/2: «Иллюзия любви» / «Наёмник» / «Чёрный алмаз» / «Небеса подождут» / «Красная черепаха»
- 1/1: «В лесах Сибири» / «Путешествие через французское кино» / «Хеди»

 • Победители выделены отдельным цветом. 
| Категории                                                         | Лауреаты и номинанты                                                                                            | Лауреаты и номинанты                                                                                            | Лауреаты и номинанты                                                                                            |
| ----------------------------------------------------------------- | --- | --- | --- |
| Лучший фильм                                                      | • Она / Elle (режиссёр: Пол Верховен)                                                                           | • Она / Elle (режиссёр: Пол Верховен)                                                                           | • Она / Elle (режиссёр: Пол Верховен)                                                                           |
| Лучший фильм                                                      | • Смерть Людовика XIV / La Mort de Louis XIV (режиссёр: Альберт Серра)                                          | | |
| Лучший фильм                                                      | • Париж — это праздник (Ноктюрама) / Nocturama (режиссёр: Бертран Бонелло)                                      | | |
| Лучший фильм                                                      | • Людоеды / Les Ogres (режиссёр: Леа Фенер)                                                                     | | |
| Лучший фильм                                                      | • Стоять ровно / Rester vertical (режиссёр: Ален Гироди)                                                        | | |
| Лучший фильм                                                      | • Жизнь / Une vie (режиссёр: Стефан Бризе)                                                                      | | |
| Лучшая режиссура                                                  | | • Пол Верховен — «Она»                                                                                          | • Пол Верховен — «Она»                                                                                          |
| Лучшая режиссура                                                  | • Бертран Бонелло — «Париж — это праздник»                                                                      | | |
| Лучшая режиссура                                                  | • Стефан Бризе — «Жизнь»                                                                                        | | |
| Лучшая режиссура                                                  | • Леа Фенер — «Людоеды»                                                                                         | | |
| Лучшая режиссура                                                  | • Ален Гироди — «Стоять ровно»                                                                                  | | |
| Лучшая режиссура                                                  | • Альберт Серра — «Смерть Людовика XIV»                                                                         | | |
| Лучший актёр                                                      | | • Жан-Пьер Лео — «Смерть Людовика XIV» (за роль Людовика XIV)                                                   | • Жан-Пьер Лео — «Смерть Людовика XIV» (за роль Людовика XIV)                                                   |
| Лучший актёр                                                      | • Пьер Деладоншам — «Сын Жана»                                                                                  | | |
| Лучший актёр                                                      | • Жерар Депардьё — «Конец» (фр.)                                                                                | | |
| Лучший актёр                                                      | • Николя Дювошель — «Я не сволочь»                                                                              | | |
| Лучший актёр                                                      | • Омар Си и Джеймс Тьерре — «Шоколад»                                                                           | | |
| Лучший актёр                                                      | • Гаспар Ульель — «Это всего лишь конец света»                                                                  | | |
| Лучшая актриса                                                    | | • Изабель Юппер — «Она» (за роль Мишель Леблан)                                                                 | • Изабель Юппер — «Она» (за роль Мишель Леблан)                                                                 |
| Лучшая актриса                                                    | • Жюдит Шемла — «Жизнь»                                                                                         | | |
| Лучшая актриса                                                    | • Марион Котийяр — «Иллюзия любви»                                                                              | | |
| Лучшая актриса                                                    | • Виржини Эфира — «В постели с Викторией»                                                                       | | |
| Лучшая актриса                                                    | • Сидсе Бабетт Кнудсен — «Дочь Бреста»                                                                          | | |
| Лучшая актриса                                                    | • Соко — «Танцовщица» (за роль Марии Луизы «Лои» Фуллер)                                                        | | |
| Самый многообещающий актёр                                        | | • Дамьен Боннар — «Стоять ровно»                                                                                | • Дамьен Боннар — «Стоять ровно»                                                                                |
| Самый многообещающий актёр                                        | • Коринтен Фила и Кейси Моттет Кляйн — «Когда тебе семнадцать»                                                  | | |
| Самый многообещающий актёр                                        | • Финнегэн Олдфилд — «Современная история любви» (фр.)                                                          | | |
| Самый многообещающий актёр                                        | • Токи Пилиоко — «Наёмник»                                                                                      | | |
| Самый многообещающий актёр                                        | • Садек (фр.) — «Tour de France»                                                                                | | |
| Самый многообещающий актёр                                        | • Нильс Шнайдер — «Чёрный алмаз»                                                                                | | |
| Самая многообещающая актриса                                      | Улайя Амамра | • Улайя Амамра и Дебора Люкумуэна — «Божественные»                                                              | Дебора Люкумуэна                                                                                                |
| Самая многообещающая актриса                                      | Улайя Амамра | • Паула Бер — «Франц»                                                                                           | Дебора Люкумуэна                                                                                                |
| Самая многообещающая актриса                                      | Улайя Амамра | • Лили-Роуз Депп — «Танцовщица» (за роль Айседоры Дункан)                                                       | Дебора Люкумуэна                                                                                                |
| Самая многообещающая актриса                                      | Улайя Амамра | • Маналь Исса (фр.) — «Ничего не бояться» (фр.)                                                                 | Дебора Люкумуэна                                                                                                |
| Самая многообещающая актриса                                      | Улайя Амамра | • Наоми Амарже и Ноэми Мерлан (фр.) — «Небеса подождут» (фр.)                                                   | Дебора Люкумуэна                                                                                                |
| Самая многообещающая актриса                                      | Улайя Амамра | • Раф (фр.) — «В тихом омуте»                                                                                   | Дебора Люкумуэна                                                                                                |
| Лучший сценарий                                                   | | • Селин Сьямма — Жизнь Кабачка»                                                                                 | • Селин Сьямма — Жизнь Кабачка»                                                                                 |
| Лучший сценарий                                                   | • Дэвид Бирк — «Она»                                                                                            | | |
| Лучший сценарий                                                   | • Леа Фенер, Катрин Паилье и Брижит Си — «Людоеды»                                                              | | |
| Лучший сценарий                                                   | • Эмили Фреш и Мари-Кастиль Менсьон-Шаар — «Небеса подождут»                                                    | | |
| Лучший сценарий                                                   | • Ален Гироди — «Стоять ровно»                                                                                  | | |
| Лучший сценарий                                                   | • Франсуа Озон — «Франц»                                                                                        | | |
| Лучшая музыка к фильму                                            | | • Ибрагим Маалуф — «В лесах Сибири»                                                                             | • Ибрагим Маалуф — «В лесах Сибири»                                                                             |
| Лучшая музыка к фильму                                            | • Софи Хюнгер — «Жизнь Кабачка»                                                                                 | | |
| Лучшая музыка к фильму                                            | • Лоран Перез дель-Мар — «Красная черепаха»                                                                     | | |
| Лучшая музыка к фильму                                            | • Робен Кудер — «Планетариум»                                                                                   | | |
| Лучшая музыка к фильму                                            | • Филипп Ромби — «Франц»                                                                                        | | |
| Лучшая музыка к фильму                                            | • Габриэль Яред — «Это всего лишь конец света»                                                                  | | |
| Лучшая работа оператора                                           | • Jonathan Ricquebourg — «Смерть Людовика XIV»                                                                  | • Jonathan Ricquebourg — «Смерть Людовика XIV»                                                                  | • Jonathan Ricquebourg — «Смерть Людовика XIV»                                                                  |
| Лучшая работа оператора                                           | • Кристоф Бокарн — «Иллюзия любви»                                                                              | | |
| Лучшая работа оператора                                           | • Бенуа Деби — «Танцовщица»                                                                                     | | |
| Лучшая работа оператора                                           | • Антуан Эберле — «Жизнь»                                                                                       | | |
| Лучшая работа оператора                                           | • Лео Энстен — «Париж — это праздник»                                                                           | | |
| Лучшая работа оператора                                           | • Паскаль Марти — «Франц»                                                                                       | | |
| Лучший дебютный фильм (фр. Meilleur premier film)                 | • Божественные / Divines (реж. Уда Беньямина)                                                                   | • Божественные / Divines (реж. Уда Беньямина)                                                                   | • Божественные / Divines (реж. Уда Беньямина)                                                                   |
| Лучший дебютный фильм (фр. Meilleur premier film)                 | • Апноэ / Apnée (реж. Жан-Кристоф Мерисс)                                                                       | | |
| Лучший дебютный фильм (фр. Meilleur premier film)                 | • Танцовщица / La Danseuse (реж. Стефани Ди Джусто)                                                             | | |
| Лучший дебютный фильм (фр. Meilleur premier film)                 | • Чёрный алмаз / Diamant noir (реж. Артур Арари)                                                                | | |
| Лучший дебютный фильм (фр. Meilleur premier film)                 | • Gorge Coeur Ventre (реж. Мод Альпи)                                                                           | | |
| Лучший дебютный фильм (фр. Meilleur premier film)                 | • Наёмник / Mercenaire (реж. Саша Волфф)                                                                        | | |
| Лучший анимационный фильм                                         | • Жизнь Кабачка / Ma vie de Courgette (реж. Клод Баррас)                                                        | • Жизнь Кабачка / Ma vie de Courgette (реж. Клод Баррас)                                                        | • Жизнь Кабачка / Ma vie de Courgette (реж. Клод Баррас)                                                        |
| Лучший анимационный фильм                                         | • La Jeune Fille sans mains (реж. Себастьен Лоденбах)                                                           | | |
| Лучший анимационный фильм                                         | • Луиза зимой / Louise en hiver (реж. Жан-Франсуа Лагиони)                                                      | | |
| Лучший анимационный фильм                                         | • Красная черепаха / La Tortue rouge (реж. Михаэль Дюдок де Вит)                                                | | |
| Лучший анимационный фильм                                         | • На крыше мира / Tout en haut du monde (реж. Реми Шайе)                                                        | | |
| Лучший документальный фильм                                       | • Путешествие через французское кино / Voyage à travers le cinéma français (реж. Бертран Тавернье)              | • Путешествие через французское кино / Voyage à travers le cinéma français (реж. Бертран Тавернье)              | • Путешествие через французское кино / Voyage à travers le cinéma français (реж. Бертран Тавернье)              |
| Лучший документальный фильм                                       | • Le Bois dont les rêves sont faits (реж. Клер Симон)                                                           | | |
| Лучший документальный фильм                                       | • Dernières nouvelles du cosmos (реж. Жюли Бертуччелли)                                                         | | |
| Лучший документальный фильм                                       | • Merci Patron ! (реж. Франсуа Руффен)                                                                          | | |
| Лучший документальный фильм                                       | • La Sociologue et l'Ourson (реж. Этьенн Шайю и Матиас Тери)                                                    | | |
| Лучший документальный фильм                                       | • Swagger (реж. Оливье Бабине)                                                                                  | | |
| Лучший фильм на французском языке (фр. Meilleur film francophone) | • Хеди / نحبك هادي (Inhebbek Hedi) / Hedi, un vent de liberté (Тунис, Бельгия, Франция), реж. Мохамед Бен Аттиа | • Хеди / نحبك هادي (Inhebbek Hedi) / Hedi, un vent de liberté (Тунис, Бельгия, Франция), реж. Мохамед Бен Аттиа | • Хеди / نحبك هادي (Inhebbek Hedi) / Hedi, un vent de liberté (Тунис, Бельгия, Франция), реж. Мохамед Бен Аттиа |
| Лучший фильм на французском языке (фр. Meilleur film francophone) | • Бельгия / Belgica (Бельгия, Франция), реж. Феликс Ван Грунинген                                               | | |
| Лучший фильм на французском языке (фр. Meilleur film francophone) | • Неизвестная / La Fille inconnue (Бельгия, Франция), реж. Жан-Пьер Дарденн, Люк Дарденн                        | | |
| Лучший фильм на французском языке (фр. Meilleur film francophone) | • Это всего лишь конец света / Juste la fin du monde (Канада, Франция), реж. Ксавье Долан                       | | |
| Лучший фильм на французском языке (фр. Meilleur film francophone) | • Мимозы / Mimosas (Марокко, Испания, Франция, Катар), реж. Оливер Лакс                                         | | |
| Лучший фильм на французском языке (фр. Meilleur film francophone) | • Первый, последний / Les Premiers, les Derniers (Бельгия, Франция), реж. Були Ланнерс                          | | |

### Почётная премия «Люмьер»
- Тьерри Фремо (фр.) — директор Института «Люмьер» в Лионе и один из руководителей Каннского кинофестиваля.
- Марион Котийяр — актриса.